# Hopea cordifolia
Hopea cordifolia (tạm gọi là sao lá tim) là loài thực vật trong họ Dầu. Thường thấy loài này phân bố tự nhiên ở Sri Lanka.